# NHK関連労働組合連合会
NHK関連労働組合連合会（エヌエイチケーかんれんろうどうくみあいれんごうかい、略称：NHK労連（エヌエイチケーろうれん））は、日本放送協会やNHK関連企業の労働組合で構成する産業別労働組合である。メディア・広告・映画演劇労働組合連合会（メディア労連）を通じて日本労働組合総連合会（連合）に加盟している。

## 概要
日本放送協会やNHK関連企業の労働組合で構成し、16組合を傘下に置いている。

## 歴史
1987年（昭和62年）2月に、日本放送労働組合（日放労）、日本放送協会学園教職員組合（N学教組）、全日本テレビサービス労働組合（全テレ労組）、日本放送協会集金労働組合（N集労）の4労組は、NHK労連準備会を発足させ、翌年7月1日に正式にNHK労連として結成された。結成当初の加盟組合は上記4組合である。同年11月20日に連合が結成されたことを受け、NHK労連は連合の加盟産別となった。2017年に連合内でメディア関連産別であるメディア労連が結成されたことにより、連合への加盟形態をメディア労連を通じての加盟に変更した。

## 加盟組合
- 日本放送協会学園教職員組合
- NHKアイテック労働組合
- 日本放送協会集金労働組合
- 日本放送労働組合
- NHKサービスセンター労働組合
- 日本放送協会共済会労働組合
- NHKアート労働組合
- NHKメディアテクノロジー労働組合
- NHK交響楽団労働組合
- NHKエンジニアリングシステム労働組合
- NHK営業サービス労働組合
- NHKプラネット労働組合
- 放送衛星システム労働組合
- NHKインターナショナル労働組合
- 日本国際放送労働組合
- NHK関連労働者合同労働組合